# Robin Vanderbemden
Robin Vanderbemden (ur. 10 lutego 1994) – belgijski lekkoatleta specjalizujący się w biegach sprinterskich.
W 2013 zajął 8. miejsce na dystansie 200 metrów podczas juniorskich mistrzostw Europy w Rieti. W tym samym roku zdobył srebro igrzysk frankofońskich w sztafecie 4 × 400 metrów. Ósmy czterystumetrowiec młodzieżowego czempionatu Europy (2015). W tym samym roku wszedł w skład belgijskiej sztafety 4 × 400 metrów, która zajęła 5. miejsce na mistrzostwach świata w Pekinie. W 2016 wraz z kolegami ze sztafety 4 × 400 metrów sięgnął po złoto mistrzostw Europy w Amsterdamie. W 2017 zdobył srebrny medal halowych mistrzostw Europy w Belgradzie w biegu rozstawnym 4 × 400 metrów. Brązowy medalista mistrzostw świata w Dosze w sztafecie 4 × 400 metrów (2019).
Złoty medalista mistrzostw Belgii.

## Osiągnięcia
| Rok  | Impreza                              | Miejsce     | Konkurencja        | Lokata      | Wynik           |
| ---- | ------------------------------------ | ----------- | ------------------ | ----------- | --------------- |
| 2011 | Olimpijski festiwal młodzieży Europy | Trabzon     | bieg na 200 m      | eliminacje  | 21,98           |
| 2013 | Mistrzostwa Europy juniorów          | Rieti       | bieg na 200 m      | 8. miejsce  | 21,39           |
| 2013 | Igrzyska frankofońskie               | Nicea       | bieg na 200 m      | 8. miejsce  | 21,68           |
| 2013 | Igrzyska frankofońskie               | Nicea       | sztafeta 4 × 400 m | 2. miejsce  | 3:06,24         |
| 2015 | Młodzieżowe mistrzostwa Europy       | Tallinn     | bieg na 400 m      | 8. miejsce  | 47,20           |
| 2015 | Mistrzostwa świata                   | Pekin       | sztafeta 4 × 400 m | 5. miejsce  | 3:00,24         |
| 2016 | Halowe mistrzostwa świata            | Portland    | sztafeta 4 × 400 m | 6. miejsce  | 3:09,71         |
| 2016 | Mistrzostwa Europy                   | Amsterdam   | bieg na 200 m      | eliminacje  | 21,17           |
| 2016 | Mistrzostwa Europy                   | Amsterdam   | sztafeta 4 × 400 m | 1. miejsce  | 3:01,10 (elim.) |
| 2017 | Halowe mistrzostwa Europy            | Belgrad     | sztafeta 4 × 400 m | 2. miejsce  | 3:07,80         |
| 2017 | I liga drużynowych mistrzostw Europy | Vaasa       | sztafeta 4 × 100 m | 10. miejsce | 41,10           |
| 2017 | I liga drużynowych mistrzostw Europy | Vaasa       | sztafeta 4 × 400 m | 1. miejsce  | 3:04,87         |
| 2017 | Mistrzostwa świata                   | Londyn      | sztafeta 4 × 400 m | 4. miejsce  | 3:00,04         |
| 2018 | Mistrzostwa Europy                   | Berlin      | bieg na 200 m      | półfinał    | 20,62           |
| 2018 | Mistrzostwa Europy                   | Berlin      | sztafeta 4 × 400 m | 1. miejsce  | 2:59,47 (elim.) |
| 2019 | IAAF World Relays                    | Jokohama    | sztafeta 4 × 400 m | 3. miejsce  | 3:02,70         |
| 2019 | I liga drużynowych mistrzostw Europy | Sandnes     | bieg na 200 m      | 3. miejsce  | 21,08           |
| 2019 | Mistrzostwa świata                   | Doha        | sztafeta 4 × 400 m | 3. miejsce  | 2:58,78         |
| 2019 | Mistrzostwa świata                   | Doha        | sztafeta mieszana  | 6. miejsce  | 3:14,22 (elim.) |
| 2021 | World Athletics Relays               | Chorzów     | sztafeta 4 × 400 m | 8. miejsce  | 3:10,74         |
| 2021 | I liga drużynowych mistrzostw Europy | Kluż-Napoka | bieg na 200 m      | 7. miejsce  | 21,37           |
| 2021 | Igrzyska olimpijskie                 | Tokio       | bieg na 200 m      | półfinał    | 21,00           |
| 2022 | Mistrzostwa Europy                   | Monachium   | bieg na 200 m      | eliminacje  | 20,90           |
| 2022 | Mistrzostwa Europy                   | Monachium   | sztafeta 4 × 100 m | 6. miejsce  | 39,01           |
| 2023 | Mistrzostwa świata                   | Budapeszt   | sztafeta 4 × 400 m | eliminacje  | 3:00,33         |
| 2023 | Mistrzostwa świata                   | Budapeszt   | sztafeta mieszana  | 5. miejsce  | 3:13,83         |
| 2024 | World Athletics Relays               | Nassau      | sztafeta 4 × 400 m | 3. miejsce  | 3:01,16         |
| 2024 | Mistrzostwa Europy                   | Rzym        | sztafeta 4 × 400 m | 1. miejsce  | 2:59,84         |
| 2025 | World Athletics Relays               | Kanton      | sztafeta 4 × 100 m | repasaże    | 38,49           |
| 2025 | World Athletics Relays               | Kanton      | sztafeta 4 × 400 m | 2. miejsce  | 2:58,19         |

## Rekordy życiowe
- Bieg na 60 metrów (hala) – 6,68 (2014)
- Bieg na 100 metrów – 10,40 (2017)
- Bieg na 200 metrów – 20,43 (2018) / 20,40w (2018)
- Bieg na 400 metrów – 45,51 (2023, 2024)

11 maja 2025 w Kantonie belgijska sztafeta 4 × 100 metrów z Vanderbemdenem na pierwszej zmianie wynikiem 38,49 ustanowiła aktualny rekord kraju w tej konkurencji.